# Regió irano-turaniana
La regió iranoturaniana en fitogeografia, és una regió florística que consta dels territoris següents:
- Mesopotàmia
- Anatòlia central
- Armènia-Iran
- Hircània
- Turània o Aralo-Càspia
- Turkestan
- Balutxistan nord
- Himàlaia occidental
- Tien Shan central
- Jungària-Tien Shan
- Mongòlia
- Tibet.

La regió iranoturaniana abasta uns 2.400.000 km², que s'estenen cap a l'est des d'Anatòlia incloent la major part de Síria, l'Iran i el nord-est de l'Afganistan, el nord de l'Iraq i parts del Líban, Jordània i Israel. Cap al sud-oest s'estén per Àsia central (incloent-hi la major part del Kazakhstan), Tien Shan i les muntanyes Altai. Topogràficament, és una regió molt diversa, ja que inclou deserts, planes baixes, altiplans i altes muntanyes.
La flora iranoturaniana està composta per zones discontínues de terres semiàrides poblades per arbusts i boscos de cedres, Pistacia, i pins, entre d'altres.
Moltes de les plantes d'aquesta regió proliferen també en la regió mediterrània i en altres regions florístiques.